# Forerunner
"Mi vagyunk az Elsőszülöttek, minden létező őrzői".

## Az Elsőszülöttek
A "forerunner", vagy más néven Elsőszülöttek, egy technológiailag magasan fejlett faj, melynek birodalma, az Ecumene, 100 000 évvel ezelőtt három millió termékeny világot tartalmazott szerte a Tejútrendszerben. A Forerunner volt az tervezője és alkotója számos jelentős galaktikus csodának, úgymint a Bárka, a Pajzsvilágok vagy a Halo-gyűrű. 
A Forerunner faj abban hitt, hogy felelősséggel tartozik a Galaxisért, ezt úgy is hívták, hogy "A Kötelesség Béklyója", amely társadalmi életük és kultúrájuk központi elemét képezte. Ezt a hitüket az Elöljáróktól örökölték, egy, a Forerunnernél még hatalmasabb és ősi civilizációtól, amely megelőzte őket. Eltűnése előtt a Forerunner az emberiséget jelölte meg örököséül, akiket a Visszaszerzőknek nevezett.

## Korai történelem
Körülbelül 15 millió földi évvel ezelőtt az Elöljárók létrehozták az Elsőszülötteket a Ghibalb világán. Ez a világ valaha egy paradicsomi bolygó volt, ám miután az Elsőszülöttek elkezdtek kísérletezni a csillagmérnökséggel, annak katasztrófa lett a vége. A bolygó sugárfertőzötté és elhagyatottá vált.

## Az Elsőszülöttek és az Elöljárók Háborúja
Ezt követően az Elsőszülöttek háborúba keveredtek alkotóikkal, az Elöljárókkal. Az Elöljárókat kiverték a Tejútrendszerből, és egészen a Path Kelona galaxisig üldözték őket. Itt aztán néhányuk kivételével valamennyiüket megölték. A kevés túlélő hátrahagyva fejlett hajóikat, elbujdokolt egy apró, távoli, rejtett világon.

## Az Elsőszülöttek fénykora
Az Elsőszülöttek fejlett civilizáció voltak, különösen azután, hogy az Elöljárókat elpusztították. Hatalmuk csúcsán, mintegy 150 000 földi évvel ezelőtt, birodalmuk 3 millió lakott világot foglalt magába. Minden élet őrzőinek tartották és kiáltották ki magukat az Univerzumban. Ezen tevékenységük része volt, hogy értelmes létformák kialakulását tanulmányozták Univerzum-szerte. Ahol szükségesnek látták, ott beavatkoztak fejlődésükbe, hogy ezek a későbbi civilizációk a béke útját kövessék, konfliktusoktól mentesen.

## Az Elsőszülöttek hanyatlása és bukása - a Flood Fertőzés
A békébe és a békés megoldásokba vetett hitük teljesen felkészületlenné tette őket a Flood támadásával szemben. Ezt az extragalaktikus parazitát ők fedezték fel a G 617 G bolygón. Az első felfedezőkkel megszűnt minden kapcsolat, az utánuk küldött expedíció szembesült az idegen fertőzéssel.
Az első kapcsolat után az Elsőszülöttek nem ismerték fel a fenyegetés igazi mértékét, amelyet a Flood jelentett, de mire felismerték, már túl késő volt, hogy a fertőzés gyors terjedését megakadályozzák. Alábecsülték a Flood alkalmazkodó- és a tanulásra való képességét, mert értelmes lények helyett egyszerű kórokozóként kezelték. Ezért a Flood elszigetelésére és megállítására tett első, hevenyészett intézkedések mind kudarcot vallottak. A Flood-ot ugyanis célzott, megsemmisítő csapások helyett karanténba próbálták zárni. 
Miután az Elsőszülöttek képtelennek bizonyultak a Flood fertőzés megállítására, a Galaxis lángba borult. A konfliktus hosszú, 300 éves időtartama alatt az Elsőszülöttek az ellenségeiket laborokban tanulmányozták gyengeségeik felderítése céljából, mint amilyen például a Thresold gázóriása volt. Az Elsőszülöttek felismervén a tényt, hogy a hagyományos űrhadviselés nem eléggé hatékony a Flood ellen, bevetette az Őrszemeket, akiket fontos stratégiai pontokon, sebészeti pontosságú, célzott csapásokat hajtottak végre. Az Elsőszülöttek elkeseredésükben egész napokat változtattak novává, teljes világokat elpusztítva. 
Hiábavaló küzdelmük ráébresztette az Elsőszülötteket arra, hogy a Flood kiirtásának egyetlen biztos módja, ha megsemmisítik azok minden jelenlegi és lehetséges jövőbeli hordozóját. Ezen cél végrehajtása érdekében építették meg utolsó szuperfegyverüket, a Halo-gyűrűket, amelyeknek rendeltetése az értelmes lények elpusztítása volt, hogy ne maradjon elég biomassza, ami a Flood-ot fenntarthatná.
Az Elsőszülöttek vonakodva vetették be a Halo-gyűrűket, mivel addig az élet megóvásában, és nem annak elpusztításában hittek. A kérdés végletekig megosztottá tette őket, és polgárháborús állapotokhoz vezetett. A végső döntés azonban mégis az maradt, hogy a Halo-gyűrűket be kell vetni. Azonban az Elsőszülött flottákat irányító rendkívül fejlett mesterséges intelligenciák, úgymint a Contender-class AI és a 05-032 032 Mendicant Bias úgy vélték, hogy a másik megoldás egyesülni a Flood-dal. A döntő csatában ezek a mesterséges intelligenciák átengedték a Flood-ot az Elsőszülöttek utolsó védvonalain, akik bevetették a Halo-gyűrűket, ezzel elpusztítva saját magukat és minden mást, ami biomasszaként szolgálhatott volna - a Bárkán elhelyezett életformák kivételével.
Egyes legendák szerint az utolsó túlélő Elsőszülöttek sikeresen elmenekültek a Tejútrendszerből, de a további sorsuk ismeretlen maradt. A Halo-gyűrű aktiválása és a Flood megsemmisítése után csak automata rendszereket, például az Őrszemeket hagyták örökül. Ezek az automata rendszerek szétszórták az értelmes élet magvait a potenciálisan termékeny és lakható világokon.